# Gruit

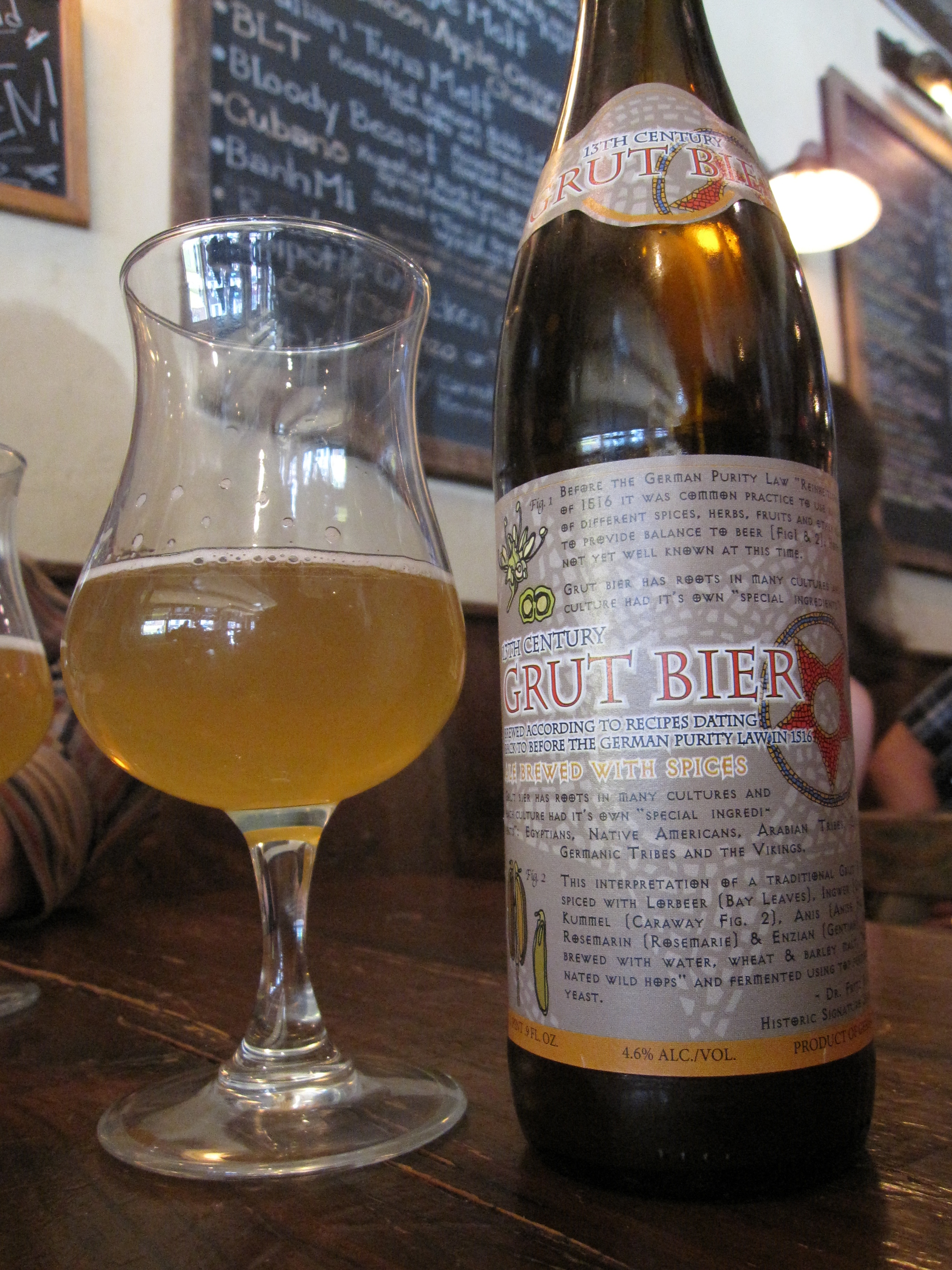
Cerveza elaborada con gruit acorde con las reglas del.

El gruit (en algunas ocasiones mencionado como grut o gruyt) es la mezcla de hierbas, bayas, flores y raíces que aromatizaba la cerveza antes del empleo del lúpulo. El empleo de lúpulo en la historia de la cerveza es relativamente reciente en su devenir. Antes del siglo XII se aromatizaba la cerveza con mezclas de hierbas diversas (generalmente mezclas secretas).  El empleo de lúpulo marcó un hito, ya que tiene propiedades conservantes además de proporcionar un sabor amargo característico.

## Mezcla Gruit
Poco se sabe de la mezcla original denominada gruit (en latín: materium cerevisiae), debido a que había composición de diversas mezclas, cada una de ellas secreta para actuar como firma única de la cerveza. Las hierbas podrían ser generalmente mirto (Myrtus communis) o mirto de turbera (Myrica gale), artemisa (Artemisia vulgaris), milhojas (Achillea millefolium), hidra (Glechoma hederacea), marrubio (Marrubium vulgare) y brezo (Calluna vulgaris). Otras hierbas menos usadas eran beleño (Hyoscyamus niger), bayas de enebro (Juniperus), alcaravea (Carum carvi) y jengibre (Zingiber officinale).